# Walton-le-Dale
Walton-le-Dale – wieś w Anglii, w hrabstwie Lancashire, w dystrykcie South Ribble. Leży 43 km na północny zachód od miasta Manchester i 302 km na północny zachód od Londynu.